# Велесова књига
Велесова књига је књига која наводно говори о древној словенској религији и историји. Данас је у научним круговима (како међу историчарима, тако и међу лингвистима) општеприхваћен и нашироко документован став да је у питању фалсификат. Књига садржи религијске пасаже и историјске записе, испресецане наравоученијима. Догађаји који се помињу у књизи могу бити датирани од седмог века п. н. е., до деветог века наше ере.
Без обзира на неаутентичност ове књиге, неопагани је користе као свој свети текст.

## Историја открића књиге
Према наводима Јурија Петровича Мирољубова, руског емигранта у Сједињеним Америчким Државама, кога многи сматрају и њеним правим аутором, књигу (брезове дашчице) је у јесен 1919. године нашао пуковник царске војске Фјодор Артурович Изенбек док је тражио уточиште у Украјини и наишао на један опустошен замак. У њему је нашао само разбацане брезове дашчице. Погледавши их схватио је да је на њима нешто исписано те их је понео и наставио да лута земљом у којој се одвија револуција. Кад се рат завршио Изенбек као и многи његови истомишљеници је напустио земљу и отишао прво у Турску па затим у Југославију. 1923. је понудио дашчице Народном музеју у Београду уз малу новчану надокнаду али је одбијен.
Затим је отпутовао у Брисел где је срео самог Мирољубова. Мирољубову је наводно било потребно 15 година да протумачи то писмо. Затим Мирољубов са Велесовом књигом одлази у Сједињене Америчке Државе и предаје књигу Руском музеју у Сан Франциску. И од тад су се многи стручњаци бавили том књигом укључујући Шајана, Пешића, Кура, Лозко и Лесноја.

## Делови књиге

### Дашчица 11а
Молимо се и клањамо првом Триглаву и њему велику славу појемо. Хвалимо Сварога, деда божјег, који је свему роду божјем зачетник и творац је свега живог, вечни извор који тече лети и свуда, а зими и никада не мрзне... А богу Перуну, громовнику, богу битке и борбе говоримо: ти оживљаваш нас непрестаним окретањем круга и водиш стазом права кроз битке до Велике Тризне... Богу Световиду славу узносимо, јер он је бог Права и Јава и њему појемо јер је светлост кроз коју видимо свет. Гледамо и у Јаву опстајемо, а он нас од Нава чува и стога му хвалу појемо. Слава сва Световиду, богу нашем што отвара срца наша да признамо лоше поступке и добру се окренемо. Два бића у небу садржана Белобог и Црнобог су, а њи оба Сварог држи и заповеда.

## Превод књиге на српски језик
Велесову књигу је на српском језику објавила издавачка кућа „Пешић и синови“. Књига је имала неколико издања, а у издању из 2000. године је напоменуто да је то само први део Велесове књиге и да ће ова издавачка кућа објавити и други део књиге са преводом преосталих дашчица.